# Dissay-sous-Courcillon
Dissay-sous-Courcillon é uma comuna francesa na região administrativa do País do Loire, no departamento de Sarthe. Estende-se por uma área de 34.92 km². Em 2010 a comuna tinha 945 habitantes (densidade: 27,1 hab./km²).